# Tepilia biluna
Tepilia biluna is een vlinder uit de familie van de Phyditiidae. De wetenschappelijke naam van de soort is voor het eerst geldig gepubliceerd in 1855 door Francis Walker.